# Chiesa di San Stae
La chiesa di San Stae (o chiesa di Sant'Eustachio e Compagni martiri) è un luogo di culto cattolico di Venezia, già sede dell'omonima parrocchia, situato nel sestiere di Santa Croce, nel campo omonimo, e dedicato a sant'Eustachio.
La chiesa fa parte dell'associazione Chorus Venezia.

## Storia
È ancora da chiarire l'origine della chiesa, fondata inizialmente sotto il titolo di Sant'Isaia Profeta. Secondo Giuseppe Cappelletti, sarebbe stata edificata da Obelario, primo vescovo di Olivolo, verso la fine dell'VIII secolo. Le cronache, invece, affermano che fu fondata nel 966 dalle famiglie Tron, Zusto e Adoaldo. Tuttavia, il cronista Andrea Dandolo, che descrisse il grave incendio del 1105, non la menziona e la prima testimonianza certa è un documento del 1127, dove è ricordata come parrocchia filiale di San Pietro. Nel 1331 è invece ricordata come collegiata. Secondo quanto riportano i resoconti delle visite pastorali del Settecento, San Stae era una parrocchia popolosa, ricca e vitale e i suoi parroci erano anche canonici della basilica di San Marco.
Alla fine del Seicento la chiesa, pur restaurata ripetutamente, risultava cadente e nel 1681 i procuratori della fabbricceria dovettero prendere la decisione di rifabbricarla. Nominarono così quattro deputati (due nobili e due cittadini) allo scopo di deliberare assieme al parroco quanto fosse necessario. La prima decisione fu quella di cambiare l'orientazione della chiesa: non più quella tradizionale verso est ma con uno spirito più moderno rivolta scenograficamente verso il Canal Grande. A questa decisione si collegò il legato del doge Alvise II Mocenigo, morto nel 1709 e sepolto nella chiesa stessa, che lasciò 20.000 ducati per la realizzazione della facciata. Con gli editti di Napoleone, divenne rettoria di San Cassiano, ma tornò parrocchiale nel 1953; titolo di cui venne privata nel 1965. Dall'anno successivo, è una rettoriale indipendente.

## Descrizione

### Facciata
La facciata barocca, ma d'ispirazione palladiana, fu realizzata secondo il disegno del 1709 di Domenico Rossi, il prescelto tra i dodici progetti inviati a concorso. In reazione alla moda autocelebrativa del secolo precedente, il cui ultimo esempio è il monumentale "mausoleo" Valier ai Santi Giovanni e Paolo, il testamento del doge Alvise II Mocenigo, col cui lascito fu finanziata la costruzione, prevedeva che non dovesse riportare alcun elemento celebrativo né personale né dinastico, precisava infatti: «con il nostro dinaro fosse dato finimento alla chiesa di San Stae con erigervi una nobile facciata corrispondente alla strottura della chiesa lodata universalmente, e come fu sempre nostra intentione che non vi fosse arma, statua o inscritione che potesse relevar il nostro nome, così, continuando nelli stessi sentimenti, volemo acciò sia supplito con il nostro dinaro, senza alcuna memoria del nostro nome».
La struttura è tripartita da un ordine gigante di semicolonne posate su alti basamenti e conclusa ai lati da due brevi ali – più basse e leggermente arretrate – nell'ordine minore. Dall'alto dei fasci estremi delle ali – formati da pilastri e semicolonne posati direttamente sullo zoccolo – parte un trabeazione ritmica che intreccia la facciata fino a formare la base del timpano del portale. Corona la parte centrale il timpano forato da un elaborato rosone. Muovono ulteriormente la facciata le ricche sculture opera dei principali artisti dell'epoca, tra i quali Antonio Tarsia, Giuseppe Torretto, Francesco Cabianca, Pietro Baratta e Antonio Corradini. A quest'ultimo autore sono certamente attribuite le tre delle statue acroteriche del timpano, la Fede, la Speranza ed al centro il Redentore. Al sommo delle ali stanno altre due statue: quella di è sinistra la Carità, scultura attribuita a Paolo Callalo. Invece l'altra figura femminile sulla destra risulta attualmente difficilmente identificabile, data la perdita di braccia e attributi; tuttavia la sua rappresentazione con una piccola croce in una tela del Canaletto (e nella successiva più nitida incisione del Visentini) può far supporre che si tratti della virtù accessoria della Penitenza, confortati dal fatto che questo accostamento alle tre virtù teologali è ribadito anche nei bassorilievi sui basamenti dell'altar maggiore della stessa chiesa.
Al centro della facciata sta il complesso portale formato da un arco circondato da semicolonne e semipilastri che ripetono il motivo delle ali innestandosi direttamente sullo zoccolo e la gradinata. Culmina il complesso un frontone a timpano spezzato sormontato, al centro, da un movimentato gruppo marmoreo della gloria di angeli che sostiene un cartiglio raffigurante il miracolo della conversione di Eustachio (opera probabilmente del Torretto) ed, ai lati, dalle pacate figure allegoriche della Pazienza e della Mansuetudine. Un ardito putto con cartiglio spunta dalla chiave di volta dell'arco, opera probabile di Giuseppe o Paolo Groppelli.
Ai lati della facciata due nicchie con le statue di Sant’Osvaldo (del Torretto) e San Sebastiano (del Baratta) sormontate, oltre la trabeazione, da due bassorilievi con le storie del martirio di Eustachio: Eustachio e i suoi famigliari risparmiati dalle fiere e il Martirio di Eustachio e dei suoi famigliari nel toro di bronzo arroventato.

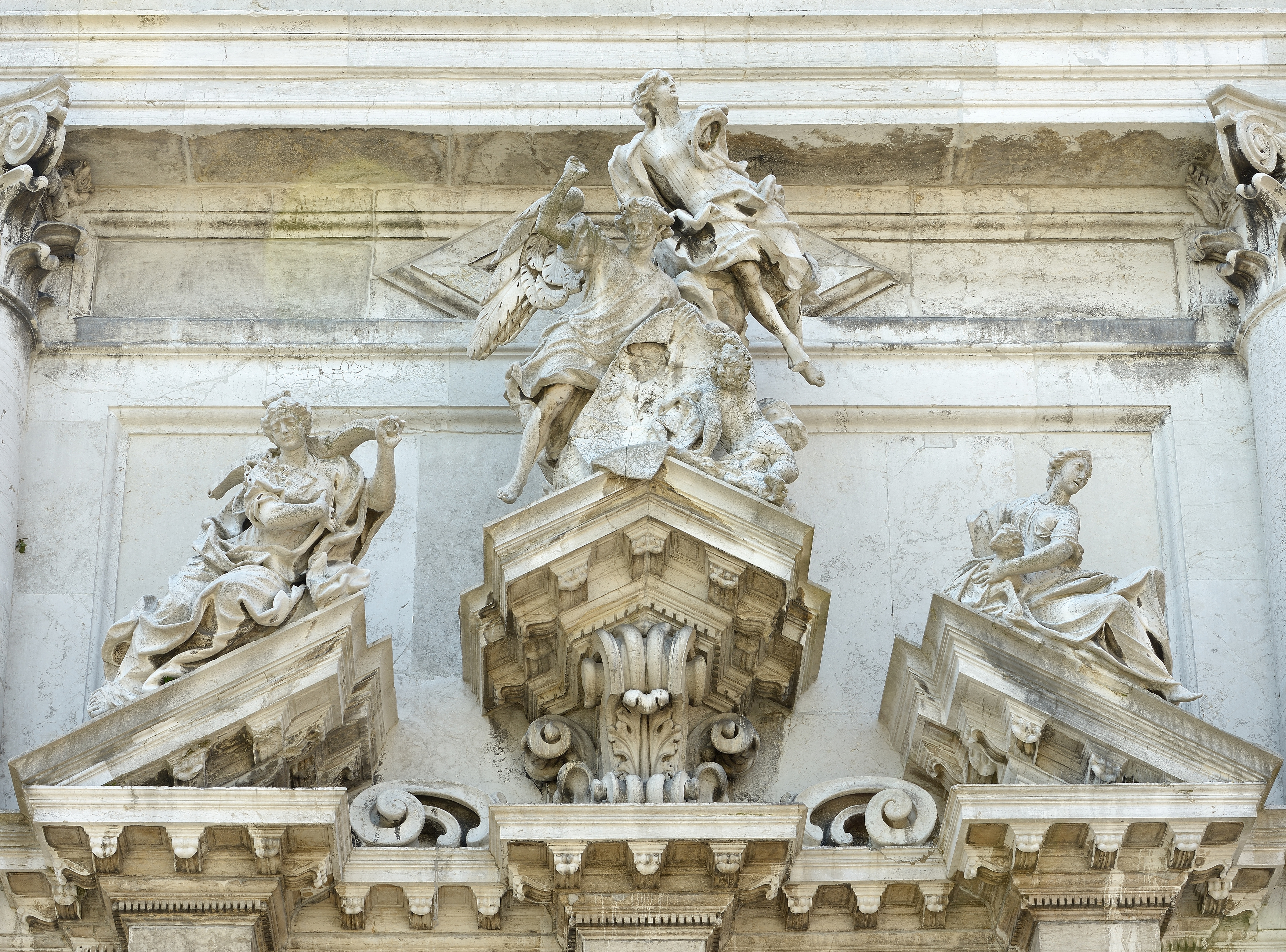
Gruppo scultoreo sul timpano del portale
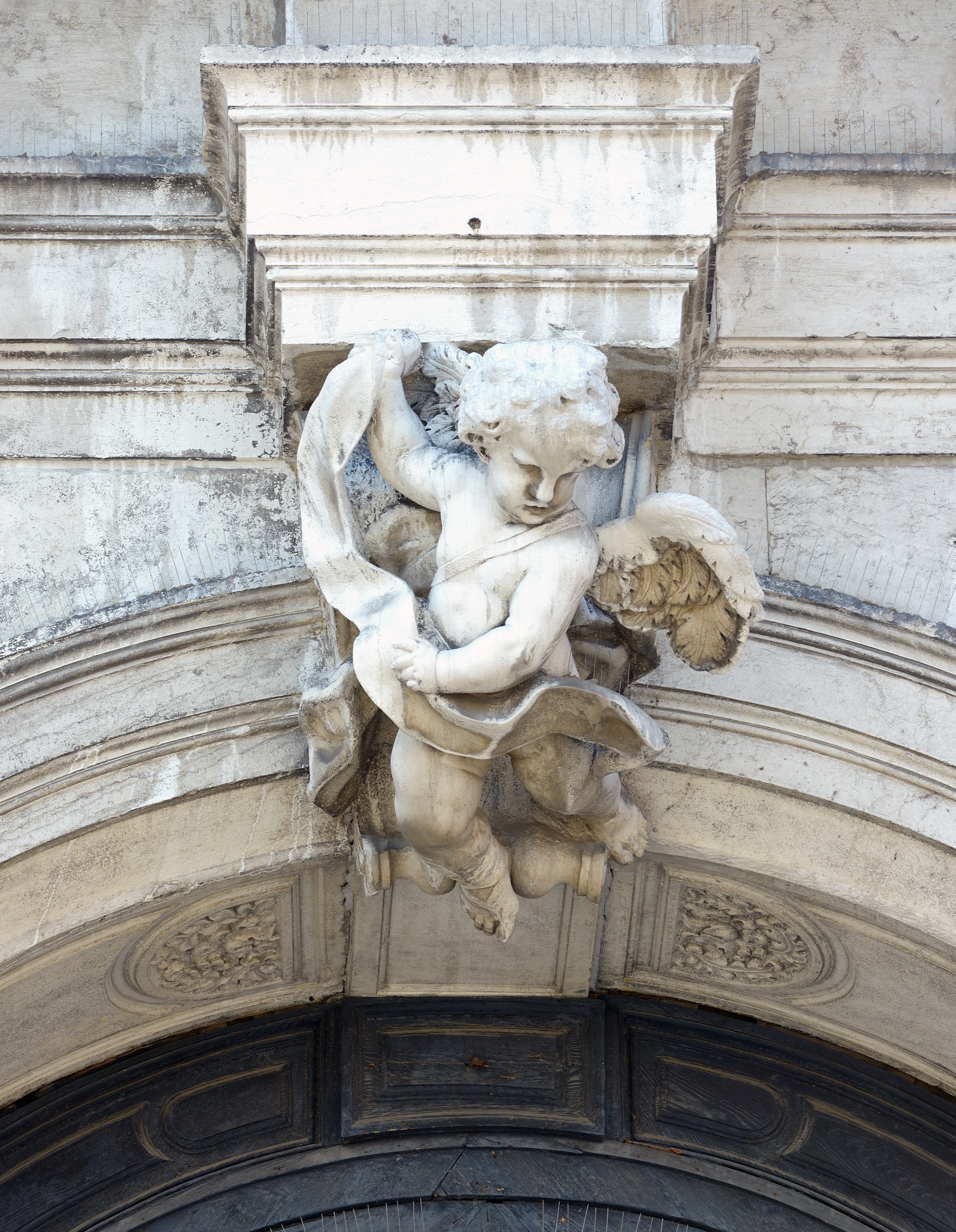
Putto in chiave di volta del portale
Sant’Osvaldo
San Sebastiano
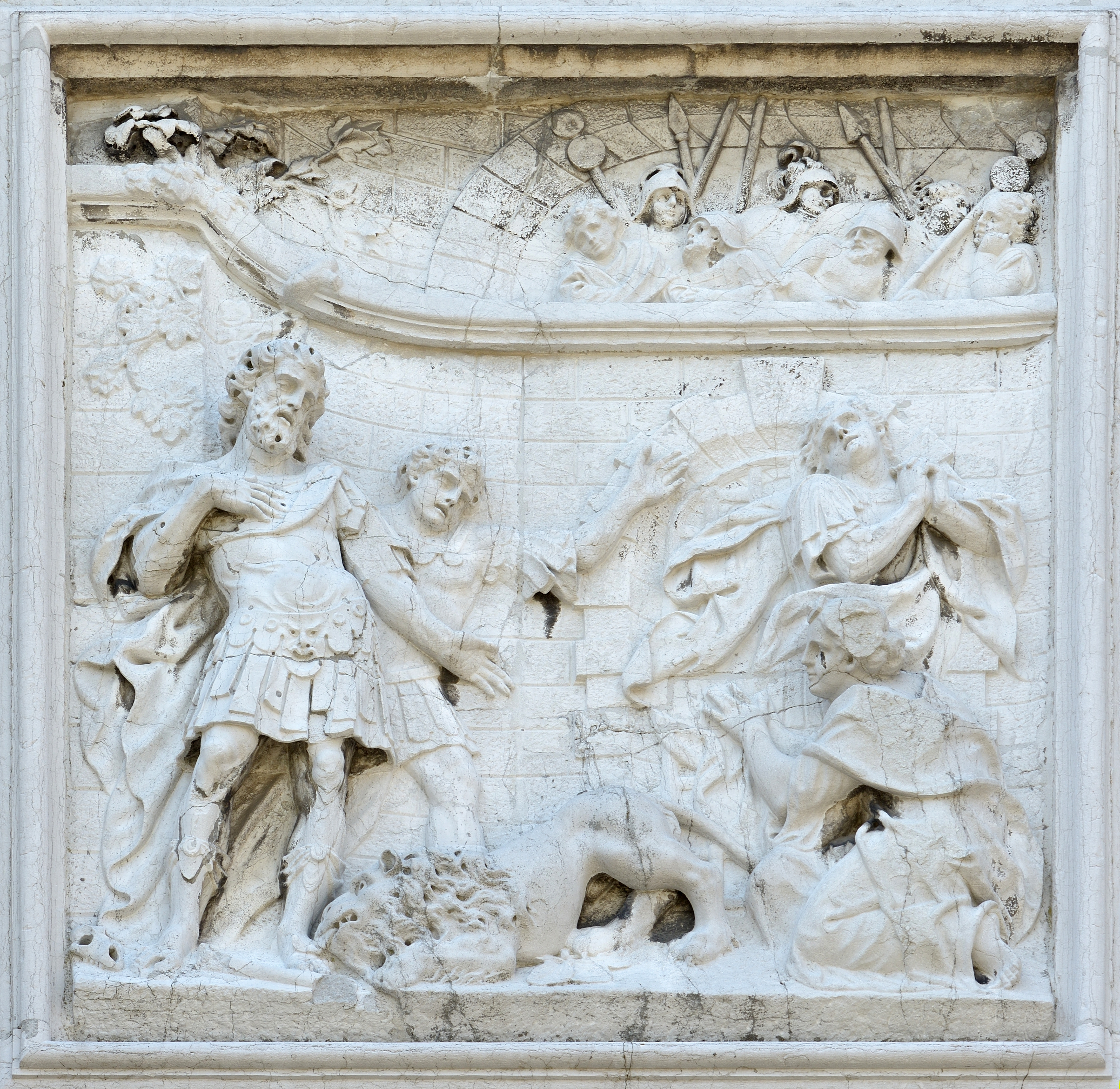
Eustachio e i suoi famigliari risparmiati dalle fiere
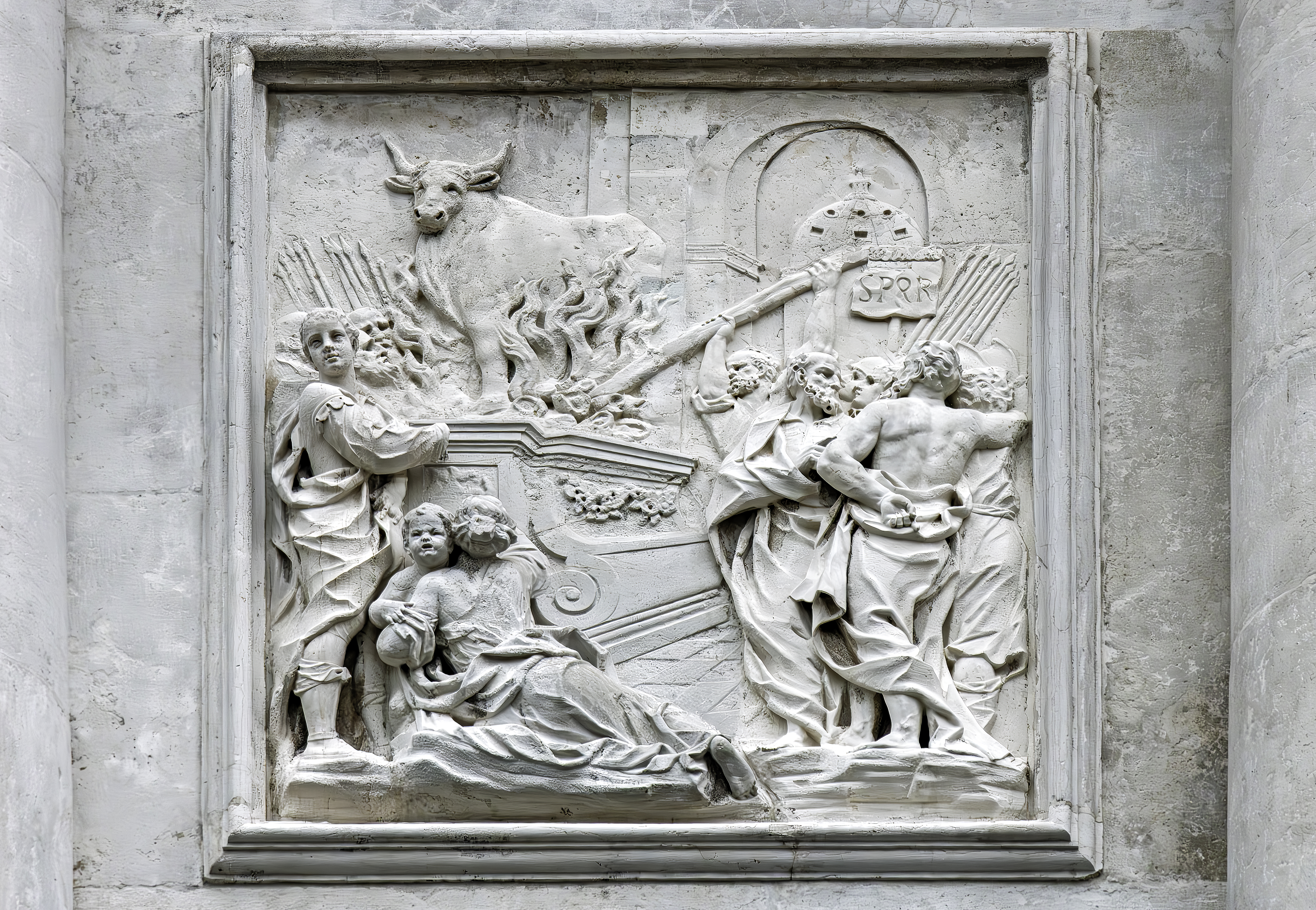
Martirio di Eustachio e dei suoi famigliari nel toro di bronzo arroventato
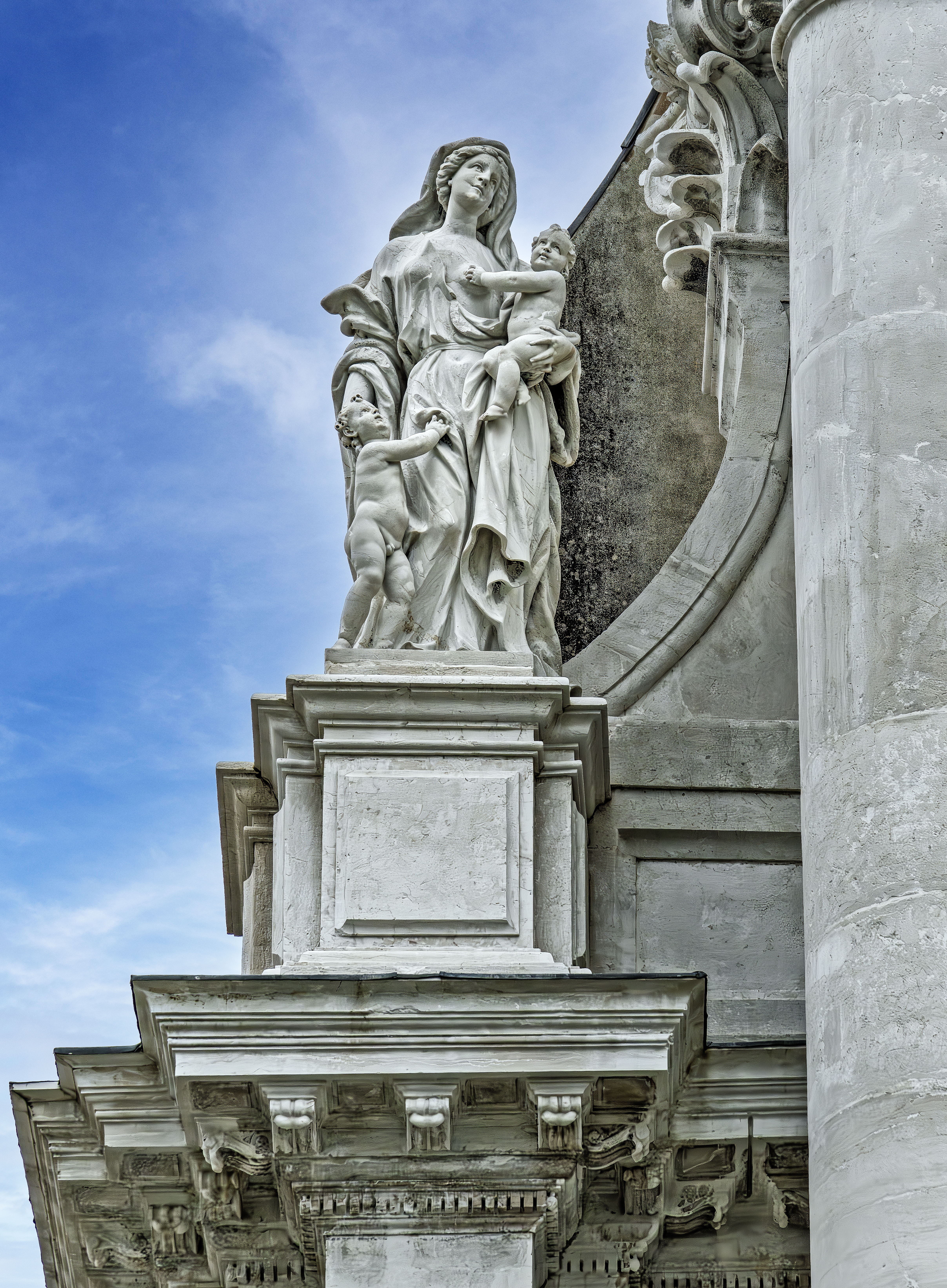
Allegoria della Carità

### Interno

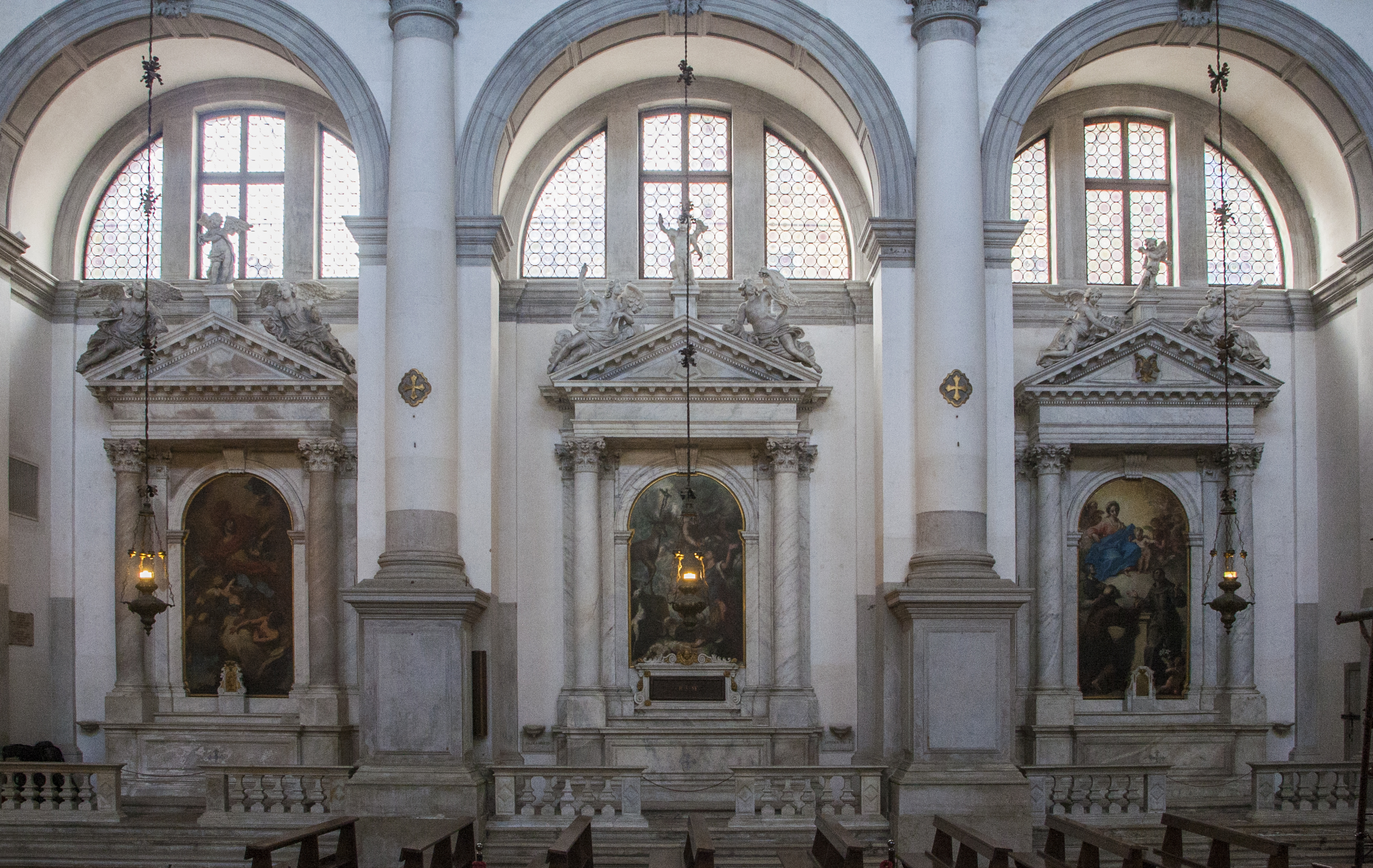
Lato destro della navata

Il progetto dell'interno, la cui realizzazione iniziò nel 1678, è opera dell'architetto Giovanni Grassi. La struttura è a navata unica con soffitto a volta e, scandite da semicolonne di ordine composito, tre cappelle per ciascun lato ed un grande presbiterio. Le strutture degli altari delle cappelle sono tutte impostate ad una certa severità: due semplici dritte colonne sormontate da un timpano con due angeli accosciati ai lati ed un putto al centro, in marmo pressoché monocromo.
Al centro del pavimento della navata giace la grande e semplice pietra tombale di Alvise II Mocenigo. Il Doge volle per testamento esservi sepolto in abito da cappuccino. Nel già citato testamento infatti il Doge ordinava che la sepoltura «sii nobile, e ciò più a decoro del pavimento di detta chiesa che a pompa del nostro nome e persona» e dettava l'anonima iscrizione riportata sulla pietra: Nomen et cineres una cum vanitate sepulta. Non è presente nemmeno l'insegna dei Mocenigo: il ramo di San Stae della casata si estingueva con Alvise II. Unico ornamento sono i memento mori commessi di marmo sulla cornice, purtroppo molti rovinati: due grandi scheletri danzanti con le falci ai lati, e, sempre adagiati su una coppia di tibie, nella fascia superiore una fiaccola, il corno dogale e il piego sigillato del testamento, e nella fascia inferiore un gufo, un teschio che indossa un camauro ed una clessidra.
Le quattro statue in marmo nelle nicchie ai lati del presbiterio e, in controfacciata, ai lati dell'organo, sono state per lungo tempo d'attribuzione incerta o dibattuta, ma dagli archivi della fabbriceria si è potuto ricostruire sia l'autore che l'esatto soggetto. Le opere, frutto della donazione di un anonimo divoto, pagate e probabilmente anche finite nel 1720 sono state realizzate da alcuni degli stessi scultori dell'équipe che realizzò la facciata esterna. A sinistra del presbiterio, abbiamo San Gregorio Papa di Giuseppe Torretti e a destra San Girolamo di Antonio Tarsia. In controfacciata invece abbiamo Sant'Agostino di Baratta e Sant'Ambrogio di Antonio Corradini.

#### Cappelle di destra
- prima cappella: pala della Madonna ed i santi Lorenzo Giustiniani, Francesco d'Assisi e Antonio da Padova di Niccolò Bambini (1710 ca.);
- seconda cappella: pala della Conversione miracolosa di sant'Eustachio di Giuseppe Camerata (dopo il 1710), una delle pochissime opere sopravvissute dell'autore[14];
- terza cappella (dal 1711 altare della Scuola dei Tiraoro e Battioro[15]): Sant'Osvaldo in gloria di Antonio Balestra (1710 ca.).

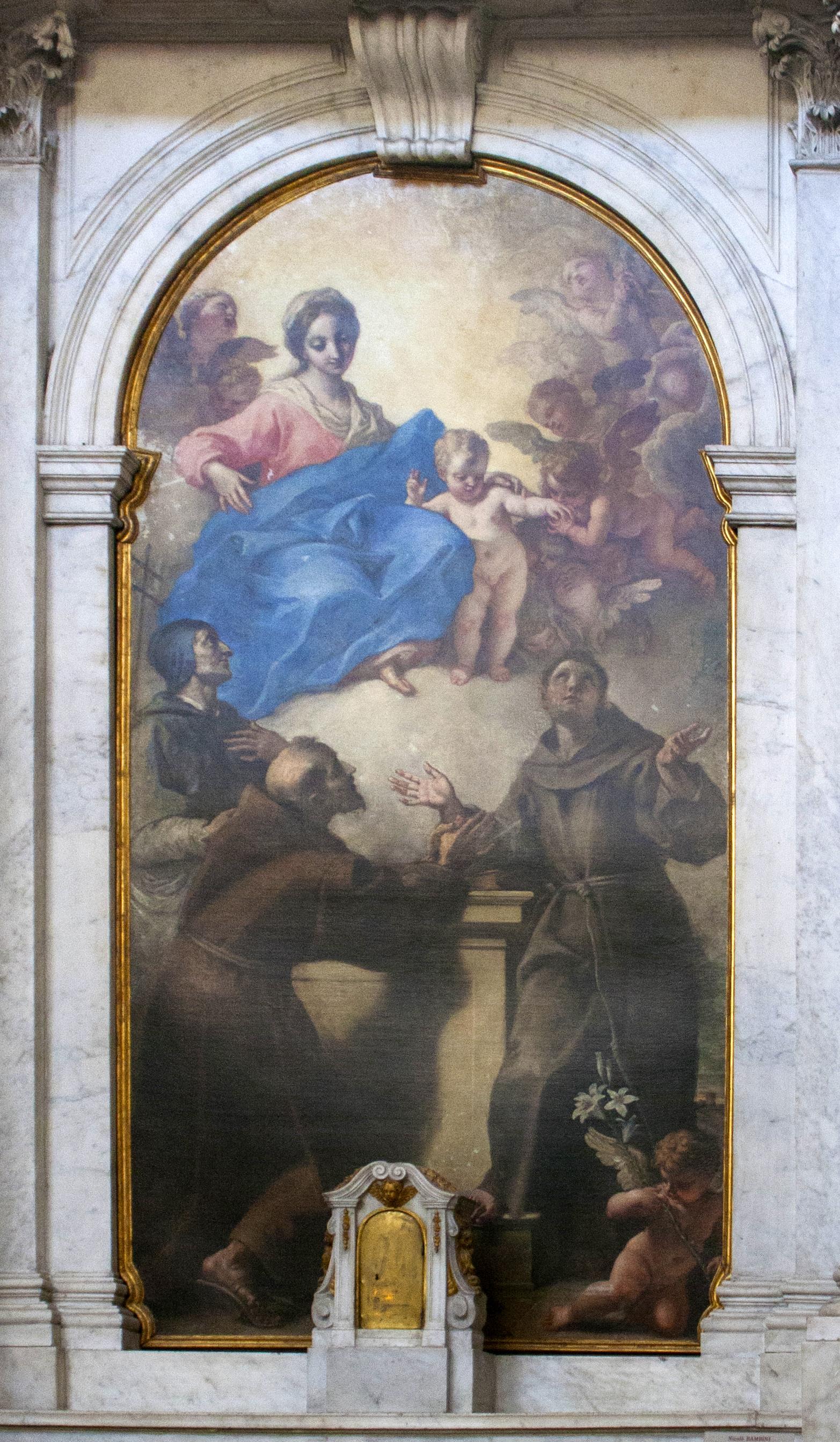
Madonna con i santi Lorenzo Giustiniani, Francesco d'Assisi e Antonio da Padova di Nicolò Bambini
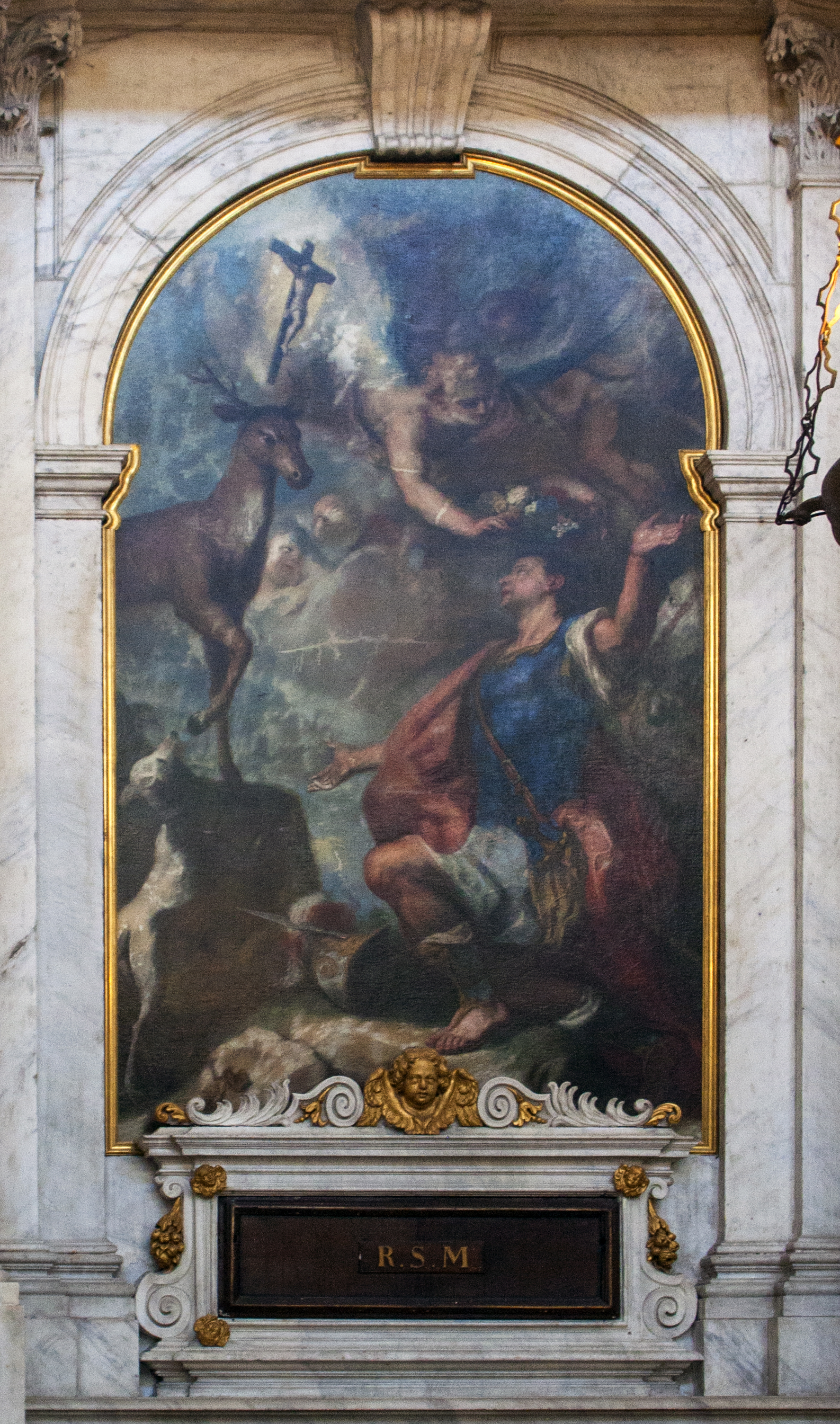
Conversione miracolosa di Sant'Eustachio di Giuseppe Camerata
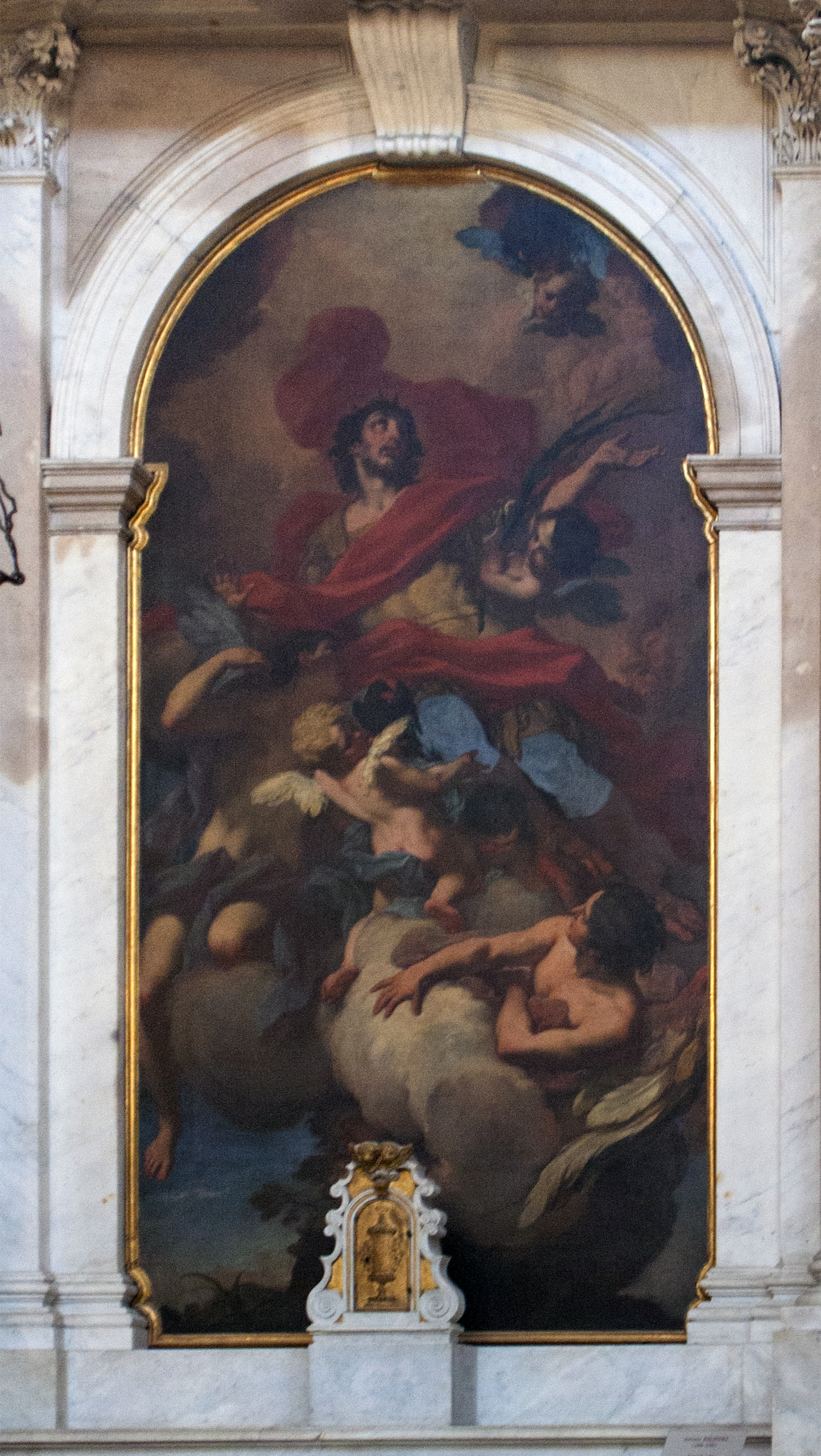
Sant'Osvaldo in gloria di Antonio Balestra

#### Presbiterio

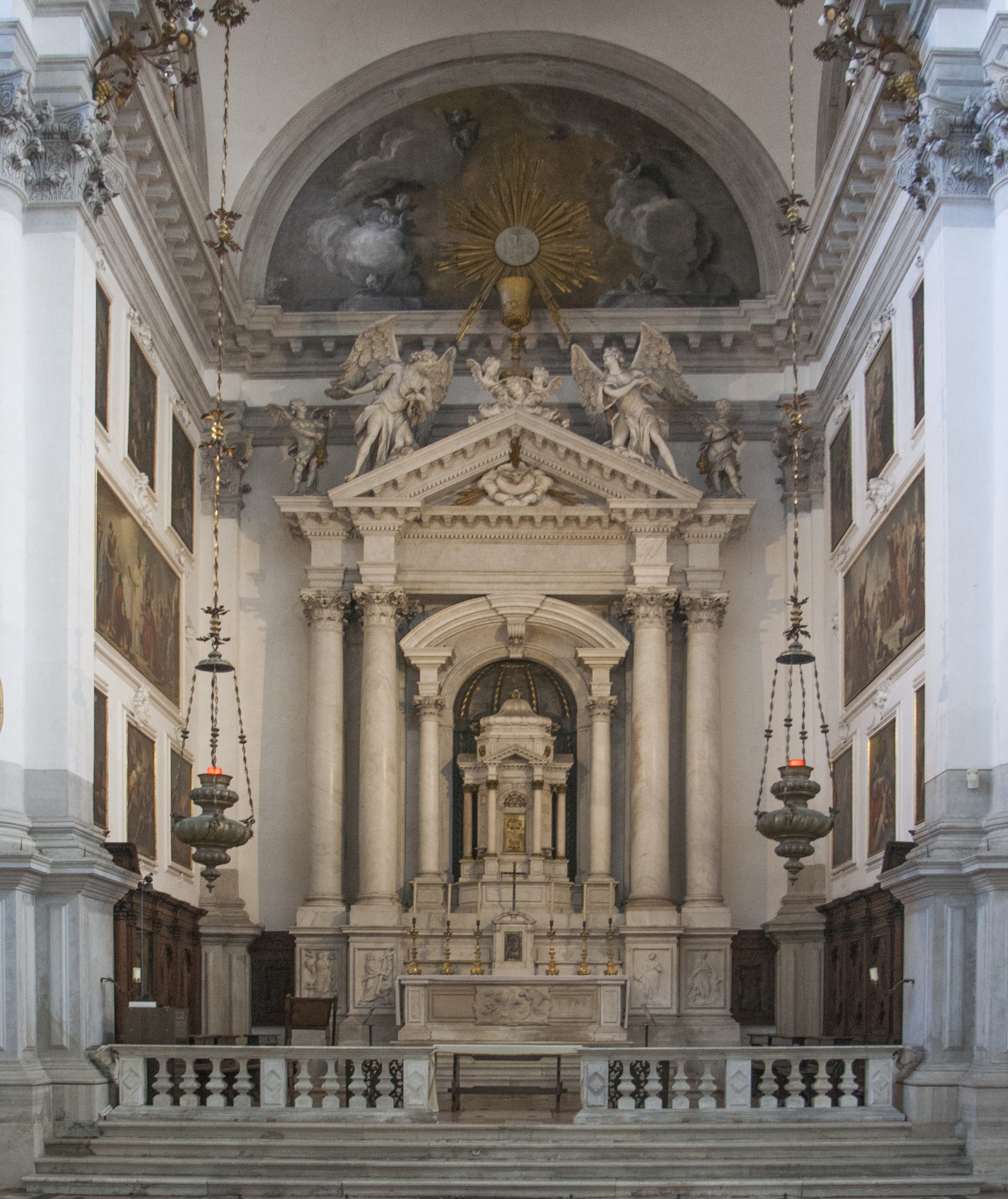
Presbiterio e altare maggiore

Il monumentale altare si sviluppa attorno al grande tabernacolo a forma di tempietto inserito in una nicchia di marmo scuro contornata da un ordine minore di colonne e sormontata da un timpano centinato. Attorno a questo è la struttura dell'ordine maggiore con colonne binate chiusa dal timpano. Sopra al timpano angioletti con turiboli ed angeli inginocchiati guardano il gruppetto centrale di cherubini che sostiene in grande calice dorato del sacramento. L'effetto scenografico è completato dall'affresco nella lunetta retrostante: dietro i raggi dell'ostia spuntano luminose nubi gialle a contrasto con la grisaglia pullulante di cherubini. Sul paliotto a bassorilievo un Cristo deposto e angeli del Torretto (1715). Sui basamenti delle quattro colonne esterne di nuovo le Virtù teologali più una accessoria, chiaramente riconoscibili dagli attributi canonici, scolpite tutte a rilievo appena accennato (1706). Le due a sinistra, la Fede con la sua grande croce e la Speranza con l'ancora di salvezza, sono opera piuttosto modesta dello sconosciuto tagliapietra Zuanne Zordoni. Quelle di destra di fattura più raffinata sono opera di Antonio Tarsia: la Carità, che accoglie e protegge i bambini, e la Penitenza, che indossa una corona di spine e porta un ramoscello spinoso e una piccola croce.
Le pareti laterali del presbiterio ospitano un cospicuo ciclo di pitture dedicate ai dodici apostoli realizzate grazie al lascito del patrizio Andrea Stazio (che fu per 35 anni un dei delegati alla ricostruzione della chiesa). Originariamente le tele erano collocate alla base delle dodici colonne laterali della chiesa. Alcuni decenni dopo furono sistemate nella collocazione attuale con l'aggiunta di due inserti più tardivi a tema eucaristico, commissionati dalla Scuola del Santissimo. I dipinti, incorniciati e collegati tra loro da decorazioni a stucco con cherubini e volute floreali, sono tutti di diversi autori e costituiscono un importante compendio della pitture veneziana del primo settecento.
- Sulla parete destra: in alto, San Filippo percosso da un soldato di Pietro Uberti (1722-23), Comunione di san Giacomo [il Minore] di Niccolò Bambini (1722-23), Martirio di san Tommaso di Giambattista Pittoni (1722-23); al centro, Caduta della manna di Giuseppe Angeli (dopo il 1770); in basso, San Giacomo condotto al martirio di Giambattista Piazzetta (1717), San Paolo portato in Cielo di Gregorio Lazzarini (1722-23), Crocifissione di sant'Andrea di Giovanni Antonio Pellegrini (1722-23).
- Sulla parete sinistra: in alto, San Matteo Evangelista di Silvestro Manaigo (1720 ca.), San Simone di Giambattista Mariotti (1725), San Giuda Taddeo di Angelo Trevisani (1721 ca.); al centro, Sacrificio di Melchisedech di Giuseppe Angeli (dopo il 1770); in basso, Martirio di san Bartolomeo di Giambattista Tiepolo (1722-23), San Pietro liberato dal carcere di Sebastiano Ricci (1717-24), Martirio di san Giovanni Evangelista di Antonio Balestra (1724 ca.).

Sul soffitto il grande ovale su tela de Le Virtù e due confratelli della Scuola del Santissimo Sacramento di Bartolomeo Litterini (1708) già attribuito a Sebastiano Ricci.

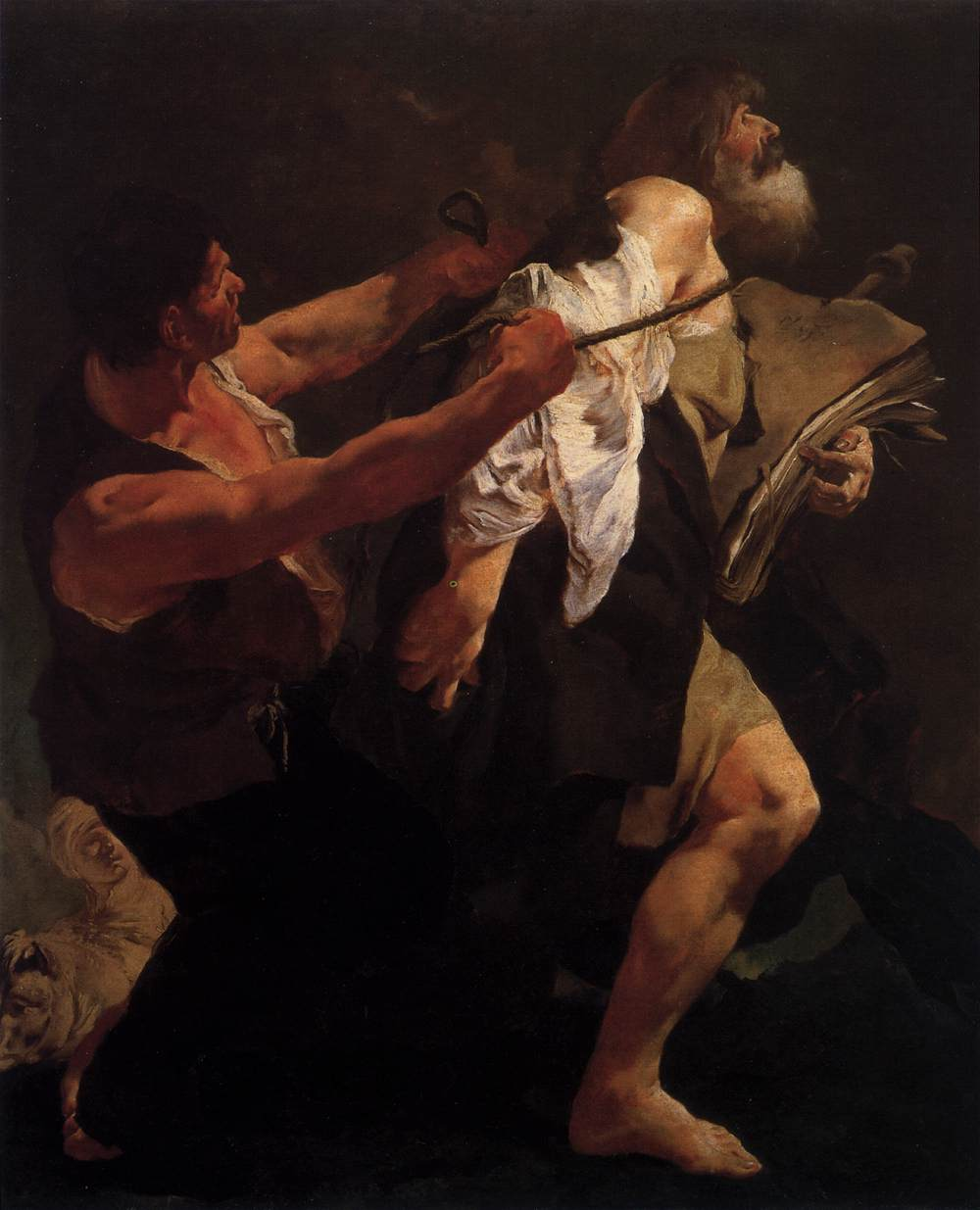
Martirio di San Giacomo di Giovanni Battista Piazzetta
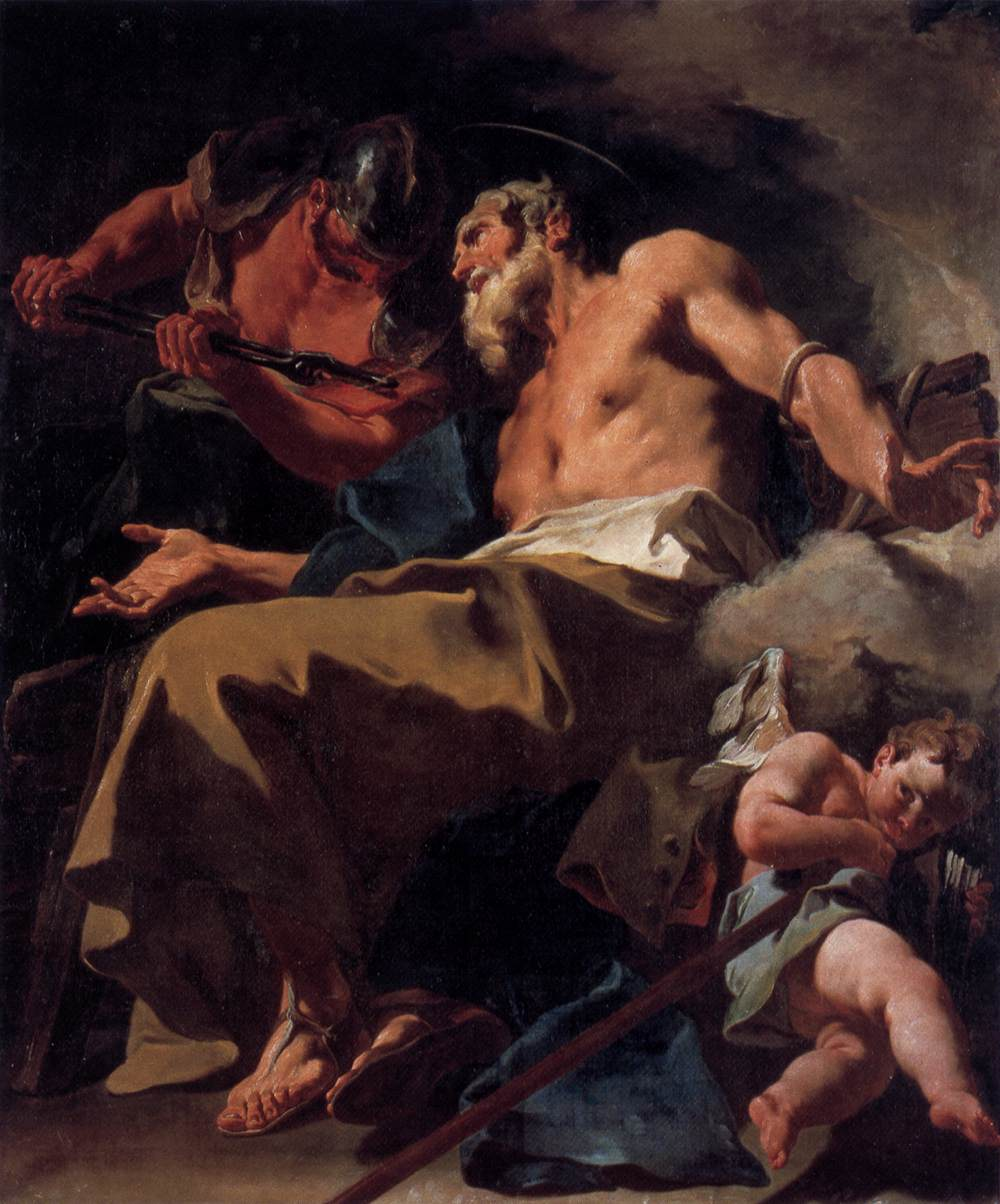
Martirio di San Tommaso di Giovanni Battista Pittoni
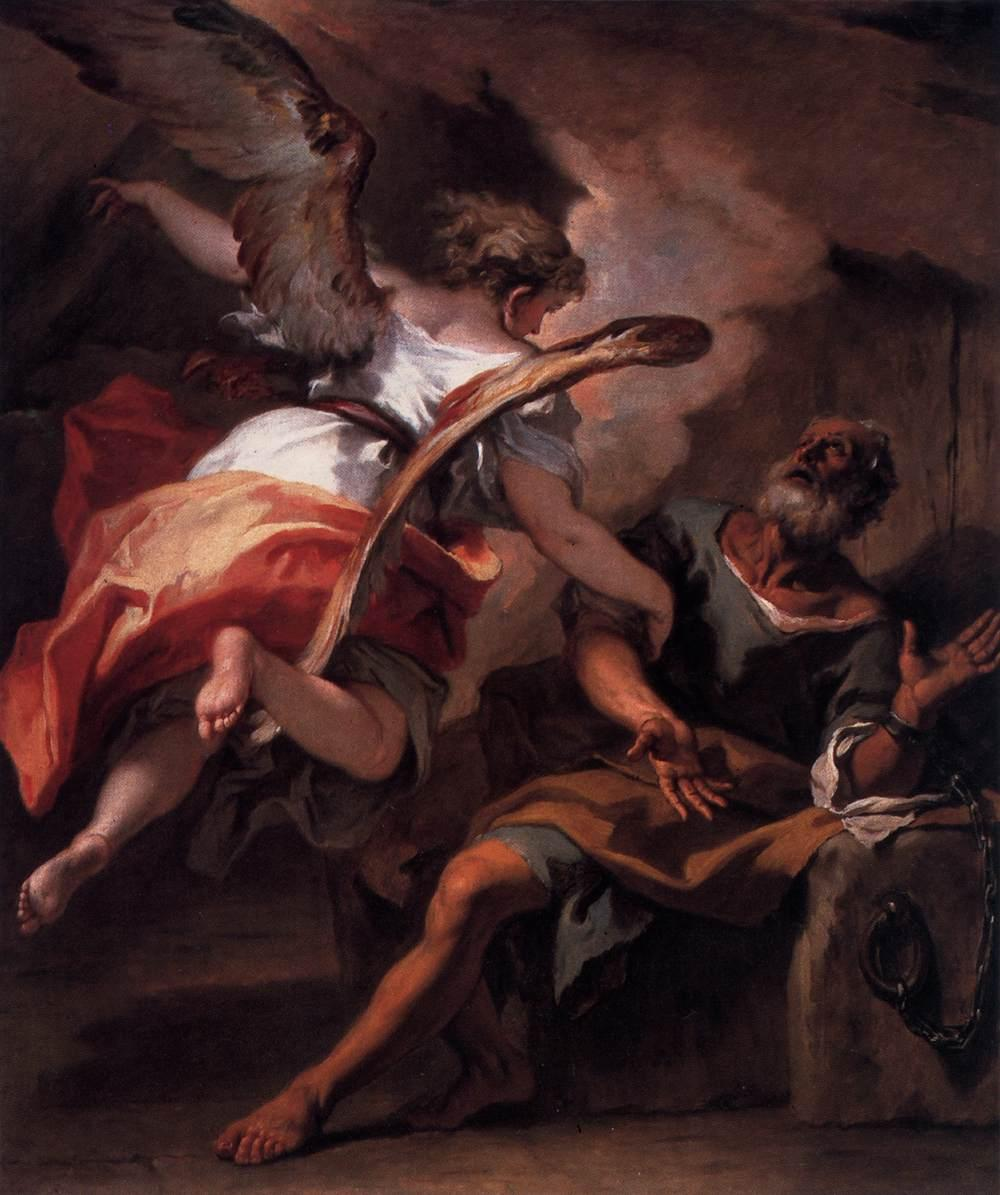
San Pietro liberato dal carcere di Sebastiano Ricci
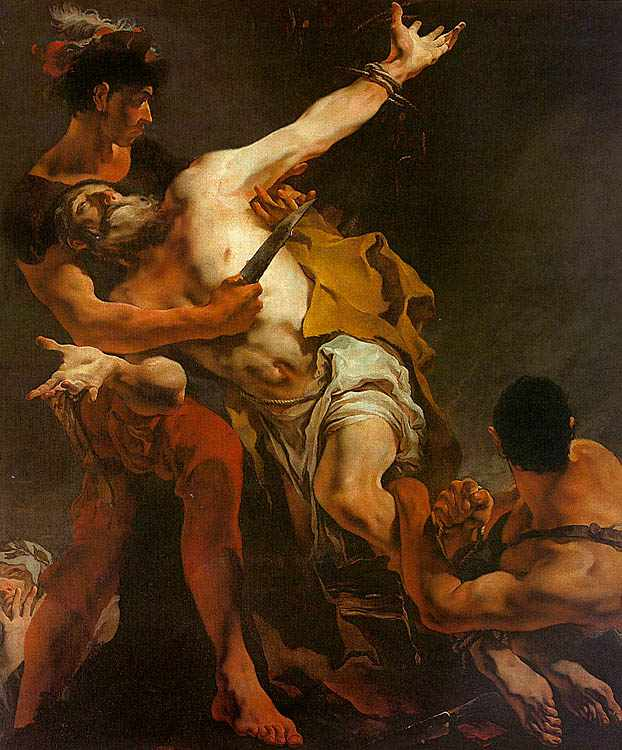
Martirio di san Bartolomeo di Giambattista Tiepolo
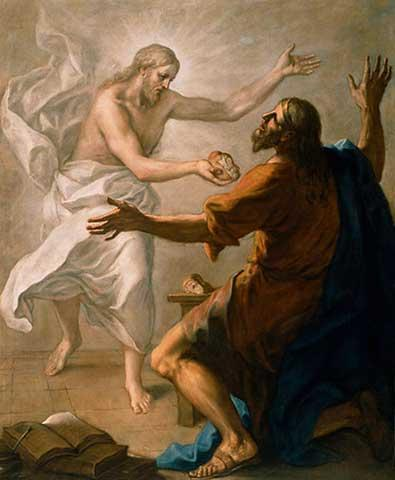
Comunione di san Giacomo di Nicolò Bambini
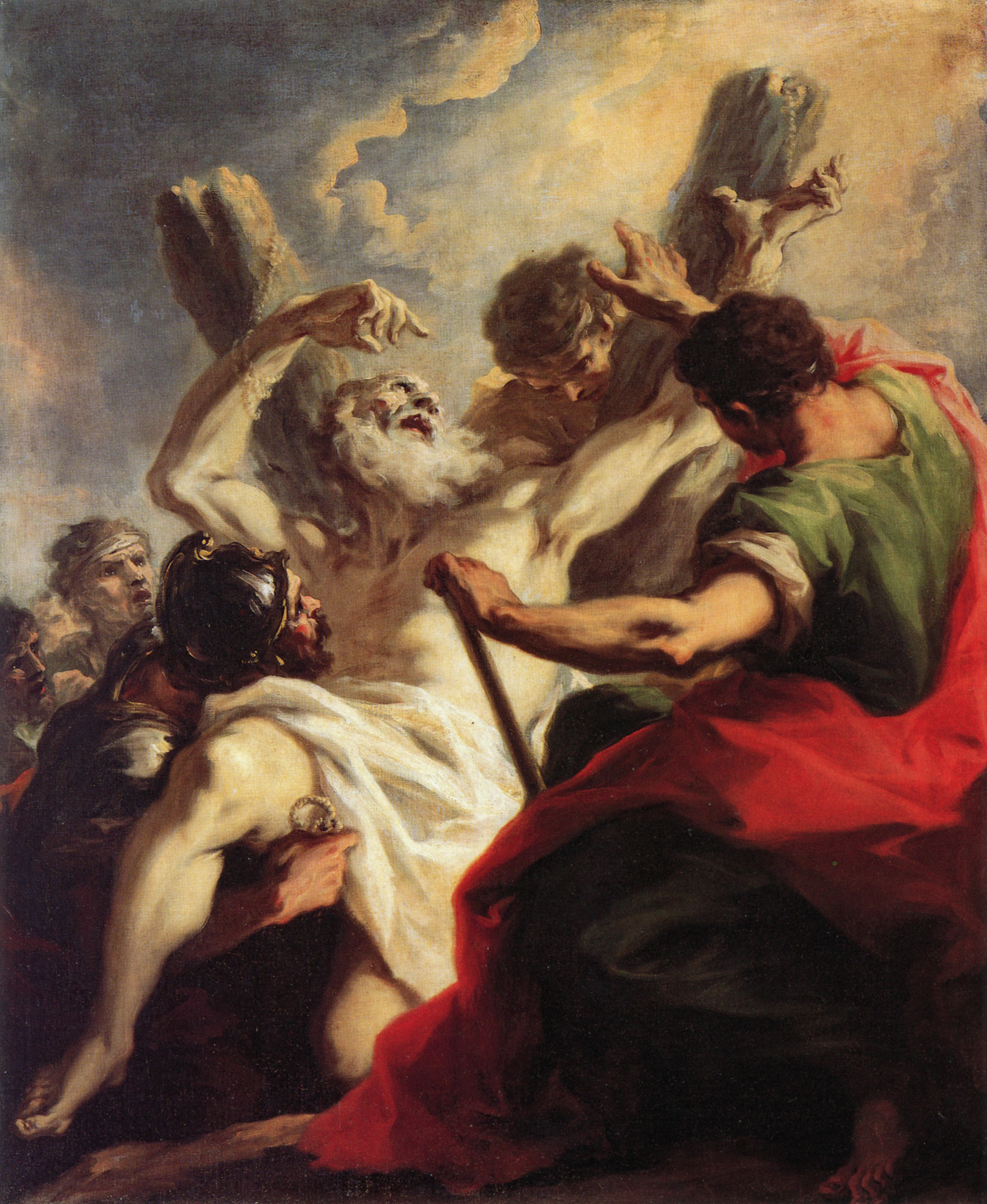
Martirio di sant'Andrea di Giovanni Antonio Pellegrini

#### Cappelle di sinistra
- prima cappella (Cappella Foscarini): è l'unica in questa chiesa adibita alla celebrazione di una famiglia patrizia, i Foscarini: sull'altare il Crocifisso, scultura di Giuseppe Torretti (1710 ca.); sulle pareti laterali i busti commemorativi di Sebastiano Foscarini del Torretto, Antonio Foscarini di Antonio Tarsia, Ludovico Foscarini di Pietro Baratta e di Girolamo Foscarini di Paolo Groppelli;
- seconda cappella: pala dell'Assunta di Francesco Migliori (dopo il 1722), unico altare tra le cappelle con un paliotto a bassorilievo con una curiosa scena di angeli e putti musicanti e danzanti ed il cartiglio centrale dalla scritta "Assumpta est Maria in Coelum";
- terza cappella a sinistra: pala dei Santi Caterina e Andrea di Jacopo Amigoni (1719).

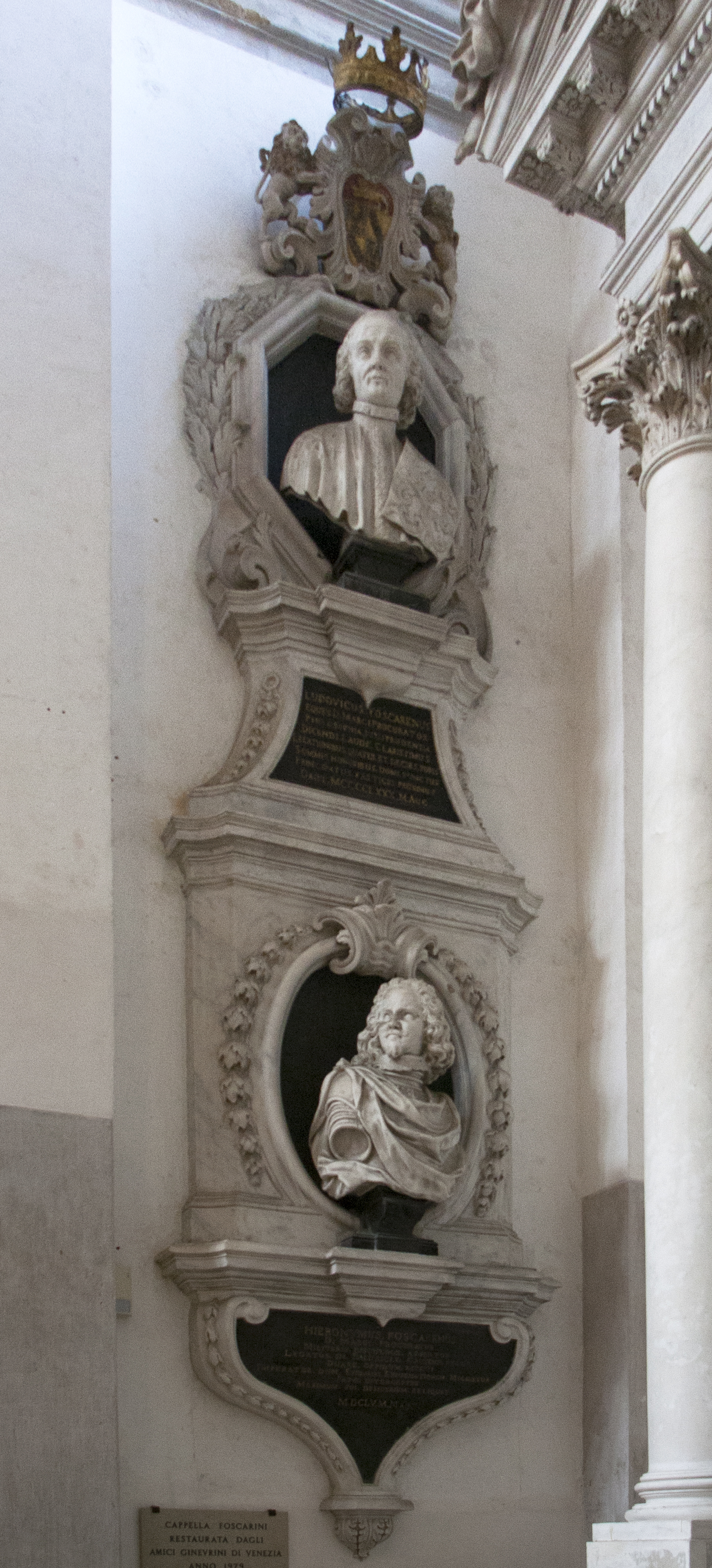
Ludovico Foscarini di Pietro Baratta (in alto) e Gerolamo Foscarini di Paolo Groppelli
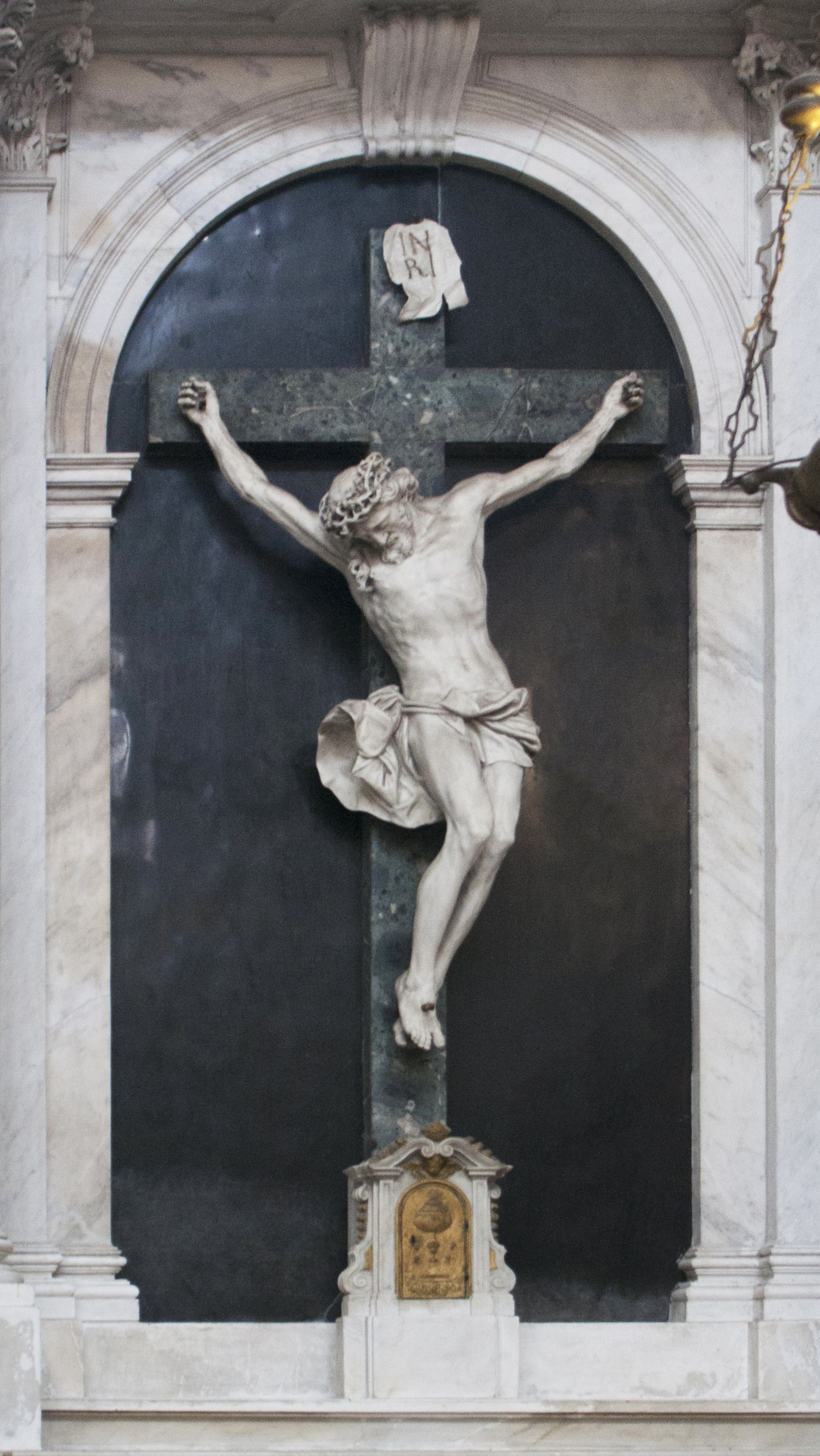
Crocifisso di Giuseppe Torretto
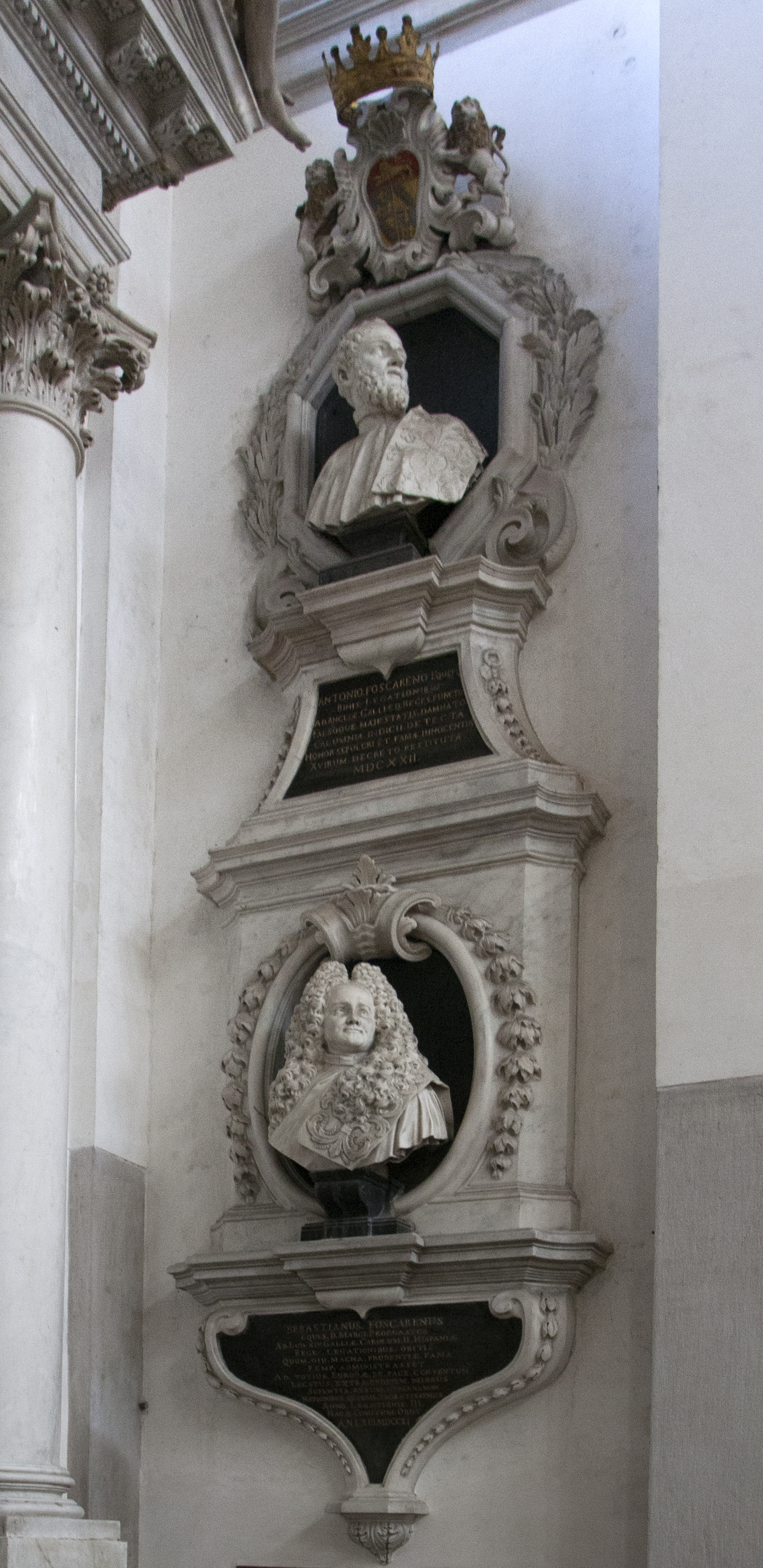
Antonio Foscarini di Antonio Tarsia (in alto) e Sebastiano Foscarini di Giuseppe Torretto
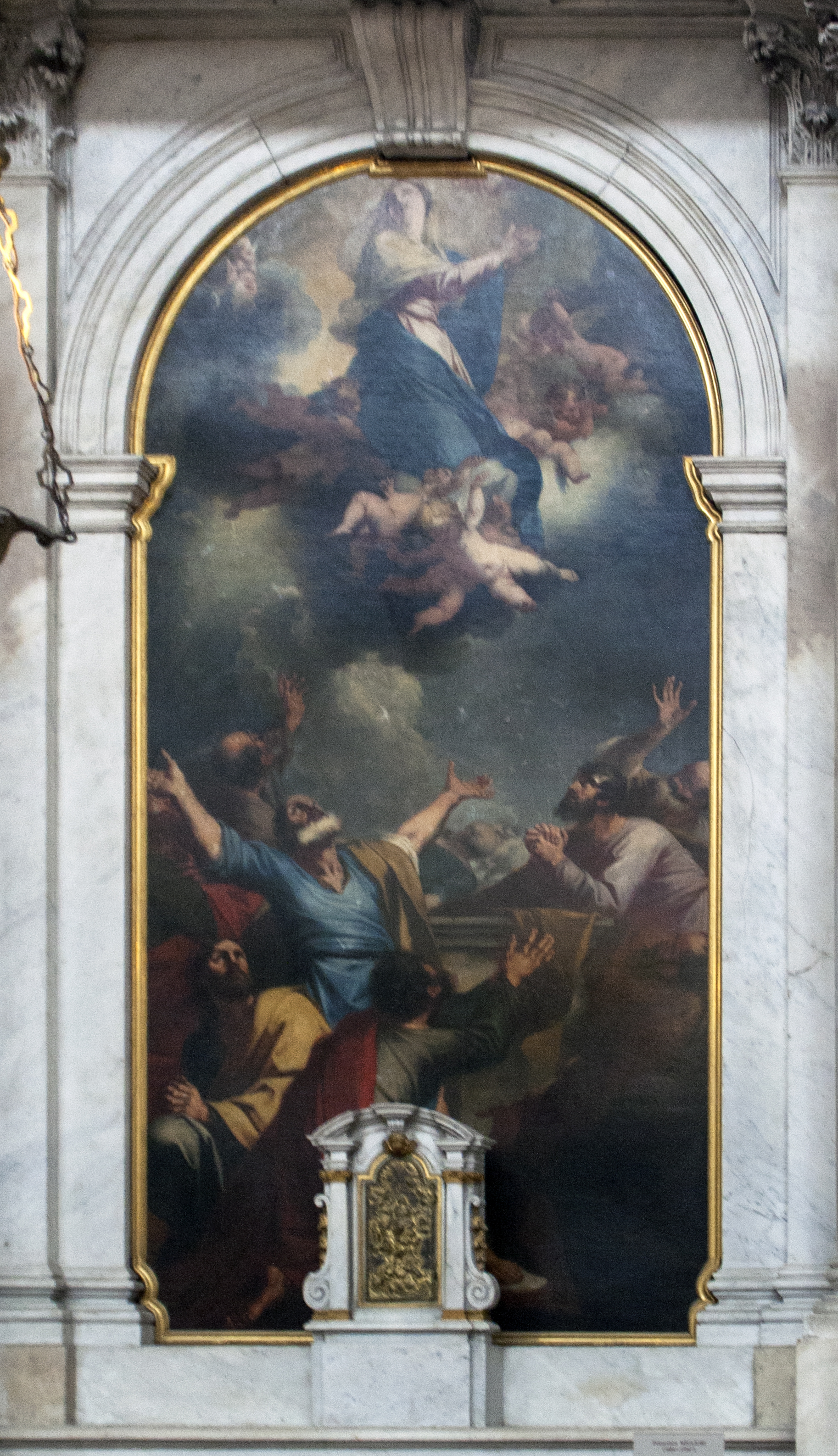
Assunta di Francesco Migliori
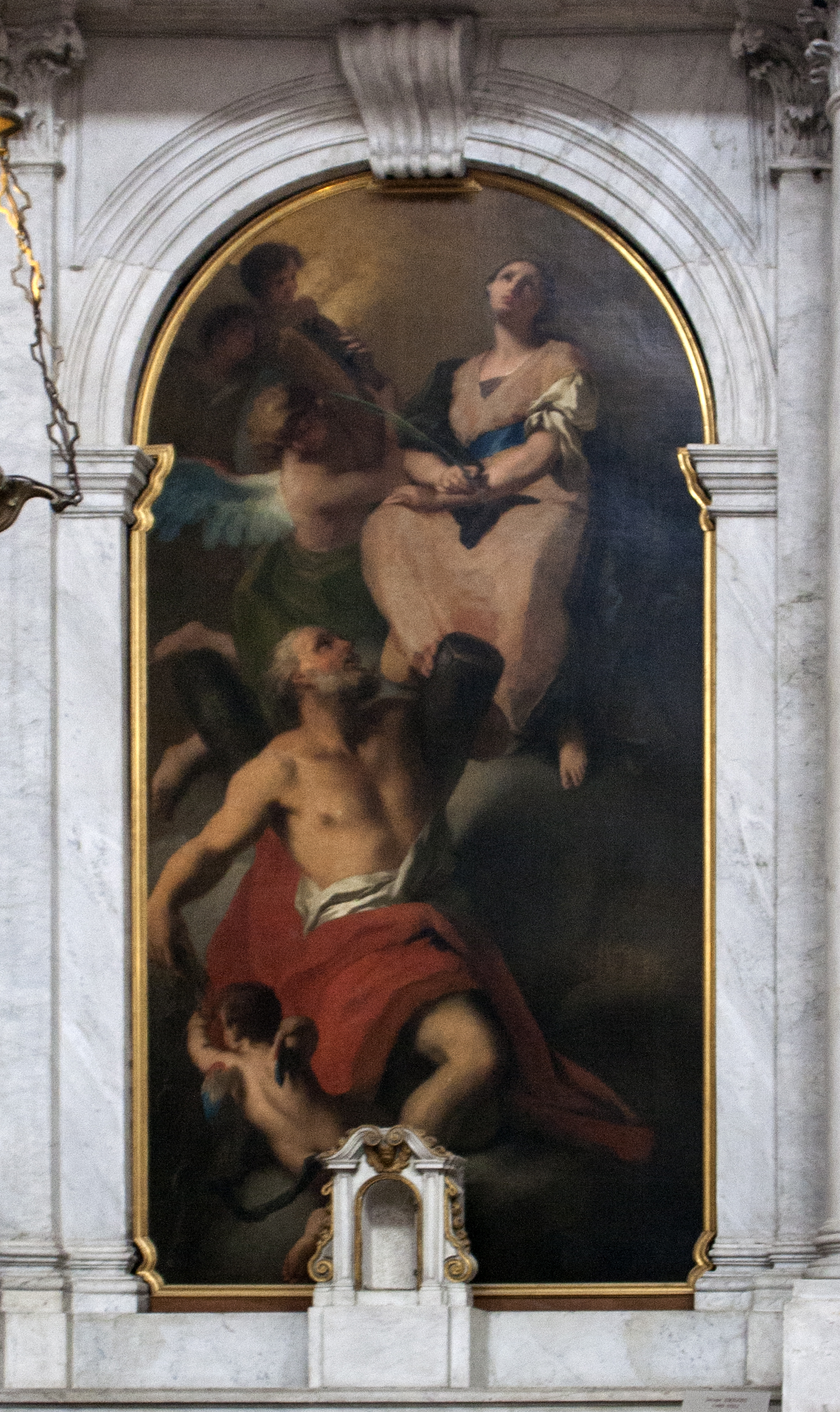
Santi Caterina e Andrea di Jacopo Amigoni

#### Sagrestia
Si accede dalla porta a sinistra del presbiterio. A destra, sulla parete di fondo, si trova il dipinto seicentesco Cristo morto di Pietro Della Vecchia. Procedendo in senso antiorario si trova il tondo anonimo Miracolo del cieco nato, seguono le due grandi tele Traiano ordina a Eustachio di sacrificare agli idoli di Giambattista Pittoni (dopo il 1753) e Traiano ordina ad Eustachio di combattere di scuola tiepolesca attribuibile a Giustino Menescardi (dopo il 1753). Sull'altare si trova la pala seicentesca della Crocifissione e le Pie Donne di Maffeo Verona e sulla parete sinistra Sant′Eustachio in prigione di Bartolomeo Litterini seguito da un altro tondo, in pendant con quello di fronte, una Predica di Cristo. Sul soffitto una Resurrezione di scuola tedesca del XVII secolo. Subito sotto al soffitto corre un lungo fregio dipinto predisposto ad accogliere i ritratti dei pievani, è rimasto però inutilizzato dopo i primi.

#### Organo

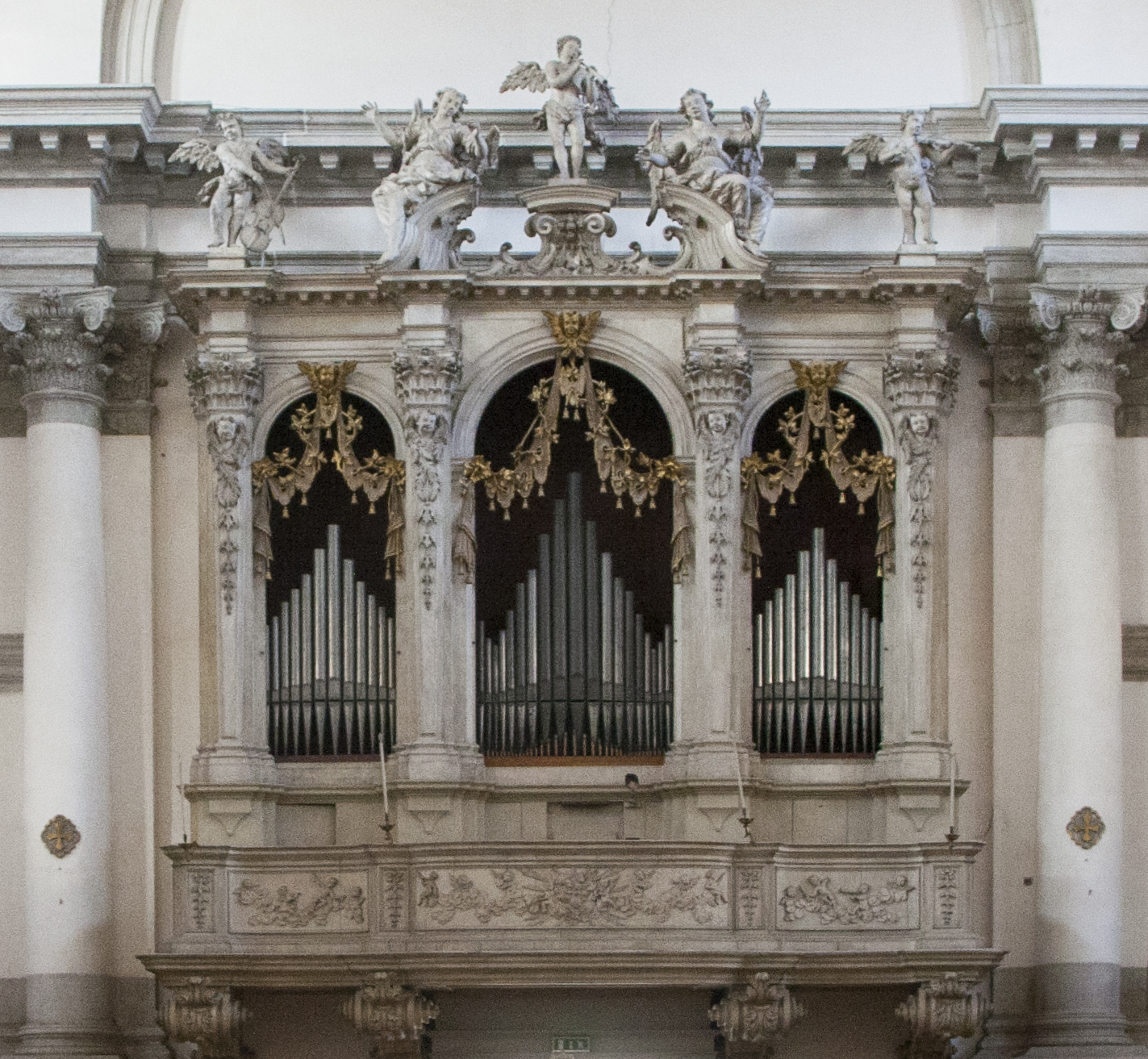
Organo Callido

In controfacciata si trova il grande organo a canne di Gaetano Callido (1772, opus 75, 1 tastiera, pedaliera, 15 registri), in sostituzione di uno strumento precedente. L'ampia cantoria e la cassa sono riccamente decorate con festoni, motivi vegetali, cherubini e angeli musicanti, decorazioni realizzate tra il 1718 ed il 1720 da tale Mistro Cassan, che non vennero alterate dalla installazione del suddetto organo.